# Маље Љедњице
Маље Љедњице (слч. Malé Lednice) насељено је мјесто са административним статусом сеоске општине (слч. obec) у округу Повашка Бистрица, у Тренчинском крају, Словачка Република.

## Становништво
| Година:    | 1994. | 2004.   | 2014.   | 2024.   |
| ---------- | ----- | ------- | ------- | ------- |
| Број људи: | 530   | 528     | 507     | 494     |
| Разлика:   |       | -0,37 % | -3,97 % | -2,56 % |

| Година:    | 2023. | 2024.   |
| ---------- | ----- | ------- |
| Број људи: | 489   | 494     |
| Разлика:   |       | +1,02 % |

Према подацима о броју становника из 2024. године насеље је имало 494 становника.